# El-Azizia
El-Azizia (in arabo العزيزيه) è una città della Libia, situata nel nord-ovest del paese, 55 km a sud-ovest di Tripoli. È uno dei maggiori centri commerciali della regione del Gefara, essendo situato sulla via carovaniera che da Tripoli conduce verso il Gebel Nefusa e il deserto del Fezzan. La popolazione stimata per il 2009 supera i 300 000 abitanti. È capoluogo del distretto di Gefara.

## Geografia fisica

### Clima
Il 13 settembre 1922 ad el-Azizia è stata registrata una temperatura massima sovrastimata di +58 °C, che per oltre 90 anni è stata erroneamente ritenuta, perfino da fonti autorevoli, la temperatura più alta della Terra: il valore è stato definitivamente dichiarato nullo il 13 settembre 2012: l'entità della sovrastima è stata ufficialmente stimata in circa 2 °C rispetto al valore effettivo di quel giorno nella stessa località quindi di 56 °C.